# Filippo Antonio Asinari di San Marzano
Filippo Antonio Maria Asinari di San Marzano (Torino, 12 novembre 1767 – Torino, 19 luglio 1828) è stato un generale e diplomatico italiano, che ricoprì alti incarichi sia presso la Corte del Regno di Sardegna che presso quella dell'Imperatore Napoleone I di Francia. Per il Regno di Sardegna fu Ministro plenipotenziario al congresso di Vienna, Ministro della guerra (1815-1817), Ministro degli Esteri (1817-1821), Gran ciambellano di Corte (1822-1828). Per il Primo Impero francese fu Consigliere di Stato, ambasciatore alla corte di Berlino, e membro del Senato conservatore.

## Biografia
Nacque a Torino il 12 novembre 1767, figlio di Filippo Valentino, scudiere e gentiluomo di Camera alla corte sabauda, e di Gabriella Dal Pozzo della Cisterna. Nel 1792 entrò nell'Armata Sarda, divenendo successivamente Aiutante di campo di re Vittorio Amedeo III, che lo incaricò dei collegamenti con gli eserciti alleati.
Incominciò la carriera a palazzo nel 1794 come 1° Scudiero e gentiluomo del principe di Piemonte. Nel 1796 come tenente colonnello dei Dragoni, prese parte alla trattative che portarono all'armistizio di Cherasco, prodromo della successiva firma del Trattato di Parigi, avvenuta il 15 maggio 1796.
Dopo la morte di Vittorio Amedeo III, e la salita al trono di Carlo Emanuele IV, il 6 dicembre 1798 il generale francese Brune occupò i territori sabaudi della penisola. Divenuto 1ª segretario di stato alla guerra, firmò la consegna della cittadella di Torino ai francesi. Il 17 dello stesso mese il re partì per raggiungere Firenze, e poi si trasferì in Sardegna. Quando i francesi incominciarono a trasferire ostaggi piemontesi in Francia, lasciò il Piemonte per trasferirsi dapprima in Spagna e poi raggiungendo la Sardegna. Quando, in seguito alla campagna militare del maggio 1799 le truppe austriache occuparono il Piemonte, fu mandato da Carlo Emanuele IV sul continente al fine di avviare trattative con il comando austriaco nella speranza che i territori piemontesi venissero restituiti alla sovranità sabauda, ma capì subito che la cosa non era possibile. In seguito alla disfatta di Marengo, lasciò il Piemonte per raggiungere Roma, ma quando Napoleone Bonaparte divenne Primo console il re lo mandò a Parigi per avviare trattative con i francesi. Tali trattative si interruppero in seguito alla morte dello zar Paolo I di Russia, avvenuta il 23 marzo 1801, che portò Bonaparte a dichiarare che il Piemonte fosse definitivamente incorporato nella Repubblica Francese. Raggiunta Roma, dovette rientrare in Piemonte in seguito ad un editto di Bonaparte che ordinava a tutti i piemontesi di rientrare nei loro luoghi di origine, minacciando terribili punizioni se ciò non fosse avvenuto. Presa dimora presso l'avito castello di Costigliole d'Asti, quando nel 1807 l'imperatore arrivò a Torino quest'ultimo lo fece chiamare a sé chiedendogli se vi era modo di formare una corte principesca, e in seguito lo volle con sé come Consigliere di Stato a Parigi.
Divenuto conte dell'Impero dal 1808, fu tenuto in grandissima considerazione da Napoleone, che lo inviò come ambasciatore  a Berlino. Raggiunta la capitale del Regno di Prussia, in vista dell'inizio della campagna contro l'Impero russo trattò l'alleanza tra prussiani e francesi, che venne firmata nel 1811. Fu membro del Senato conservatore dal 1813, e poi della Commissione dei Cinque, formata come governo provvisorio dopo che il 1 aprile 1814, Charles Maurice de Talleyrand-Périgord aveva convocato illegalmente il Senato, con i 64 membri presenti. Il giorno 2, nella seduta presieduta da François Barthélémy, il Senato prononciò la decadenza di Napoleone I.
Nel 1814, dopo la caduta di Napoleone Bonaparte, fu nominato dalla potenze vincitrici Reggente del Piemonte, fino all'arrivo a Torino del Re Vittorio Emanuele I. Rientrato ufficialmente nei ranghi della diplomazia sabauda all'atto della Restaurazione, fu ministro plenipotenziario al congresso di Vienna raggiungendo poi i più alti onori militari e politici. Promosso maggiore generale il 23 giugno 1814, fu nominato Segretario di Stato per la guerra il 24 gennaio 1815, avviando una profonda riforma dell'Armata Sarda che cessò di essere un esercito di mercenari al soldo dello stato, per divenire un'armata formata da soldati di leva, dando sicuro ricovero ai soldati veterani e invalidi, con la costituzione della Casa d'Asti, e costituendo l'Accademia Reale di Torino.
Divenuto Segretario di Stato agli affari esteri il 26 dicembre 1817, fu insignito del Collare della Santissima Annunziata  il 15 agosto 1820.  Dopo lo scoppio dei moti rivoluzionari nel corso del 1820, tornò dal congresso di Lubiana il 12 marzo 1821, passando da Vienna, con la ferma dichiarazione delle Tre Potenze di non ammettere alcuna innovazione costituzionale in Piemonte. Tornato in Piemonte trovò il paese sconvolto dai moti rivoluzionari, con le cittadelle di Alessandria e Torino in mano agli insorti, e per evitare spargimenti di sangue consigliò Vittorio Emanuele I di abdicare in favore del fratello Carlo Felice, che allora si trovava in visita di stato a Napoli, capitale del Regno delle Due Sicilie. Accompagnò il sovrano a Nizza, città non ancora interessata dai moti rivoluzionari, attendendo l'arrivo del nuovo re. Debellata rapidamente l'insurrezione, lasciò l'incarico di Ministro degli Esteri, e sotto il regno di Carlo Felice ricoprì la carica di Gran ciambellano a partire dal 15 febbraio 1822. Creatore di un'importante pinacoteca presso il suo castello, si spense a Torino il 19 luglio 1828. Dal matrimonio celebrato nel 1789 con Polissena Della Chiesa di Cinzano ebbe sette figli maschi (tra i più noti Ermolao, Carlo Emanuele e Britannio), e di questi ben quattro furono implicati nei moti del 1821.

## Ascendenza
|                                                            |                                                       |                                                          | Genitori                                                  |  |  | Nonni |  |  | Bisnonni                                        |  |  | Trisnonni |  |
|                                                            |                                                       |                                                          |                                                           |  |  |       |  |  | Ghiron Roberto Asinari, marchese di San Marzano |  |  | …         |  |
|                                                            |                                                       |                                                          |                                                           |  |  |       |  |  | Ghiron Roberto Asinari, marchese di San Marzano |  |  | …         |  |
|                                                            |                                                       | …                                                        |                                                           |  |  |       |  |  | Ghiron Roberto Asinari, marchese di San Marzano |  |  |           |  |
| Filippo Valentino Asinari, marchese di San Marzano         |                                                       |                                                          |                                                           |  |  |       |  |  | Ghiron Roberto Asinari, marchese di San Marzano |  |  |           |  |
|                                                            |                                                       | Maria Margherita Alfieri di Magliano                     | …                                                         |  |  |       |  |  |                                                 |  |  |           |  |
|                                                            |                                                       | Maria Margherita Alfieri di Magliano                     | …                                                         |  |  |       |  |  |                                                 |  |  |           |  |
|                                                            |                                                       | Maria Margherita Alfieri di Magliano                     | …                                                         |  |  |       |  |  |                                                 |  |  |           |  |
| Filippo Valentino Ignazio Asinari, marchese di San Marzano |                                                       | Maria Margherita Alfieri di Magliano                     |                                                           |  |  |       |  |  |                                                 |  |  |           |  |
|                                                            |                                                       | Vittorio Amedeo Ferrero-Fieschi, V principe di Masserano | Carlo Besso Ferrero-Fieschi, IV principe di Masserano     |  |  |       |  |  |                                                 |  |  |           |  |
|                                                            |                                                       | Vittorio Amedeo Ferrero-Fieschi, V principe di Masserano | Carlo Besso Ferrero-Fieschi, IV principe di Masserano     |  |  |       |  |  |                                                 |  |  |           |  |
|                                                            |                                                       | Vittorio Amedeo Ferrero-Fieschi, V principe di Masserano | Cristina Ippolita di Savoia                               |  |  |       |  |  |                                                 |  |  |           |  |
| Maria Luigia Ferrero-Fieschi dei principi di Masserano     |                                                       | Vittorio Amedeo Ferrero-Fieschi, V principe di Masserano |                                                           |  |  |       |  |  |                                                 |  |  |           |  |
|                                                            |                                                       | Giovanna Irene Caracciolo dei principi di Santobuono     | Carmine Nicolao Caracciolo, V principe di Santobuono      |  |  |       |  |  |                                                 |  |  |           |  |
|                                                            |                                                       | Giovanna Irene Caracciolo dei principi di Santobuono     | Carmine Nicolao Caracciolo, V principe di Santobuono      |  |  |       |  |  |                                                 |  |  |           |  |
|                                                            |                                                       | Giovanna Irene Caracciolo dei principi di Santobuono     | Costanza Ruffo Lanza dei duchi di Bagnara                 |  |  |       |  |  |                                                 |  |  |           |  |
| Filippo Antonio Asinari dei marchesi di San Marzano        |                                                       | Giovanna Irene Caracciolo dei principi di Santobuono     |                                                           |  |  |       |  |  |                                                 |  |  |           |  |
|                                                            | Alfonso Enrico Dal Pozzo, III principe della Cisterna | Amedeo Alfonso Dal Pozzo, II principe della Cisterna     |                                                           |  |  |       |  |  |                                                 |  |  |           |  |
|                                                            | Alfonso Enrico Dal Pozzo, III principe della Cisterna | Amedeo Alfonso Dal Pozzo, II principe della Cisterna     |                                                           |  |  |       |  |  |                                                 |  |  |           |  |
|                                                            | Alfonso Enrico Dal Pozzo, III principe della Cisterna | Marie Henriette Le Hardy                                 |                                                           |  |  |       |  |  |                                                 |  |  |           |  |
| Giuseppe Amedeo Tommaso Dal Pozzo, marchese di Voghera     | Alfonso Enrico Dal Pozzo, III principe della Cisterna |                                                          |                                                           |  |  |       |  |  |                                                 |  |  |           |  |
|                                                            |                                                       | Barbara Benedetta Roero dei marchesi di Cortanze         | Ercole Tomasso Roero, marchese di Cortanze                |  |  |       |  |  |                                                 |  |  |           |  |
|                                                            |                                                       | Barbara Benedetta Roero dei marchesi di Cortanze         | Ercole Tomasso Roero, marchese di Cortanze                |  |  |       |  |  |                                                 |  |  |           |  |
|                                                            |                                                       | Barbara Benedetta Roero dei marchesi di Cortanze         | Ludovica Caterina Roero di Settime dei conti di Mombarone |  |  |       |  |  |                                                 |  |  |           |  |
| Orsola Gabriella Dal Pozzo della Cisterna                  |                                                       | Barbara Benedetta Roero dei marchesi di Cortanze         |                                                           |  |  |       |  |  |                                                 |  |  |           |  |
|                                                            |                                                       | Pietro Giorgio Caresana, IV conte di Carisio             | Giuseppe Antonio Caresana, III conte di Carisio           |  |  |       |  |  |                                                 |  |  |           |  |
|                                                            |                                                       | Pietro Giorgio Caresana, IV conte di Carisio             | Giuseppe Antonio Caresana, III conte di Carisio           |  |  |       |  |  |                                                 |  |  |           |  |
|                                                            |                                                       | Pietro Giorgio Caresana, IV conte di Carisio             | Maria Amedea Malabaila dei conti di Canale                |  |  |       |  |  |                                                 |  |  |           |  |
| Anna Gabriella Enrichetta Caresana dei conti di Carisio    |                                                       | Pietro Giorgio Caresana, IV conte di Carisio             |                                                           |  |  |       |  |  |                                                 |  |  |           |  |
|                                                            |                                                       | Luigia Gabriella Doria dei marchesi di Cirié             | Giovanni Battista Doria, marchese di Cirié                |  |  |       |  |  |                                                 |  |  |           |  |
|                                                            |                                                       | Luigia Gabriella Doria dei marchesi di Cirié             | Giovanni Battista Doria, marchese di Cirié                |  |  |       |  |  |                                                 |  |  |           |  |
|                                                            |                                                       | Luigia Gabriella Doria dei marchesi di Cirié             | Cristina Margherita d'Este dei marchesi di Dronero        |  |  |       |  |  |                                                 |  |  |           |  |
|                                                            |                                                       | Luigia Gabriella Doria dei marchesi di Cirié             |                                                           |  |  |       |  |  |                                                 |  |  |           |  |

### Annotazioni
1. ↑  Durante il corso delle trattative ebbe modo di farsi apprezzare dal comandante dell'Armée d'Italie, generale Napoleone Bonaparte.

### Fonti
1. 1 2 3 4 5 6 7 8 9  Ilari, Shamà 2008, p. 26.
2. 1 2  Casalis 1839, p. 527.
3. 1 2 3 4 5 6 7 8 9 10 11 12  Casalis 1839, p. 528.
4. 1 2 3  Casalis 1839, p. 529.
5. 1 2 3 4 5  Casalis 1839, p. 530.
6. ↑   Nicomede Bianchi, Storia documentata della diplomazia europea in Italia dall'anno 1814 all'anno 1861 - Vol. I, Nabu Press, 2010, ISBN 978-1143818615.
7. 1 2 3 4 5  Casalis 1839, p. 531.
8. ↑  Casalis 1839, p. 532.